# سفارت ارمنستان در ورشو
سفارت ارمنستان در ورشو (ارمنی: Լեհաստանում Հայաստանի դեսպանություն؛ لهستانی: Ambasada Armenii w Polsce)، نمایندگی دیپلماتیک جمهوری ارمنستان در ورشو پایتخت لهستان می‌باشد که در شماره خیابان، در منطقهٔ، ورشو واقع شده‌است. روابط دیپلماتیک بین دو کشور (en) در سال ۱۹۹۲ برقرار شده‌است. هم‌اکنون ساموئل مکرتچیان مقام سفیر جمهوری ارمنستان در ورشو را عهده‌دار است.

## اطلاعات
- آدرس: ul. Bekasów 50, 02-803 Warszawa
- تلفن: +۴۸-۲۲-۸۹۹-۰۹-۴۰

## فهرست سفیران
- ادگار قازاریان (۲۰۱۴–۲۰۱۸)
- آشوت گالویان (۲۰۰۵–۲۰۱۴)
- آشوت هواکیمیان (۱۹۹۹–۲۰۰۶)/(۱۹۹۸–۱۹۹۹)